# Cornopteris birii
Cornopteris birii là một loài dương xỉ trong họ Athyriaceae. Loài này được Ching ex Bir mô tả khoa học đầu tiên năm 1964.
Danh pháp khoa học của loài này chưa được làm sáng tỏ. 